# Erythroxylum pulchrum
Erythroxylum pulchrum är en tvåhjärtbladig växtart som beskrevs av A. St.-hil.. Erythroxylum pulchrum ingår i släktet Erythroxylum och familjen Erythroxylaceae. Inga underarter finns listade i Catalogue of Life.